# Paramétrio
O paramétrio é o tecido fibroso que separa a porção supravaginal do cérvix (colo do útero) da bexiga. O paramétrio (chamado estroma cervical por alguns autores) está na frente do cérvix e se estende lateralmente entre as camadas dos ligamentos largos. Não deve ser confundido com o perimétrio, que é a camada mais externa do útero.[carece de fontes?]
É constituído por um tecido celulofibroso, e contém os pedículos vasculonervosos uterinos.